# Doom: The Dark Ages
Doom: The Dark Ages es un videojuego de acción de disparos en primera persona desarrollado por id Software y publicado por Bethesda Softworks. Es la octava entrega principal de la franquicia Doom, después de Doom Eternal (2020). Narrativamente sirve como una precuela de Doom (2016), que se desarrolla en un reino durante la Edad Media y representa la historia del origen del Doom Slayer mientras lucha para proteger la tierra de las fuerzas del Infierno.
id Software comenzó a trabajar en su próximo juego después de completar la campaña posterior al lanzamiento de Doom Eternal, The Ancient Gods en 2021, y entró en producción completa en agosto de 2022. Se anunció en junio de 2024.
Doom: The Dark Ages se lanzó para PlayStation 5, Windows y Xbox Series X/S el 15 de mayo de 2025 y se incluyó como lanzamiento desde el primer día para los suscriptores de Xbox Game Pass. Recibió críticas positivas y alcanzó los 3 millones de jugadores en su primera semana.

## Jugabilidad
Mientras que las entregas anteriores de la saga Doom, como Doom (2016) y Doom Eternal (2020), se centraban en un combate rápido y acrobático, Doom: The Dark Ages apuesta por una experiencia de combate más pesada y sólida, dando énfasis a enfrentamientos estratégicos. El Doom Slayer aparece equipado con opciones de combate cuerpo a cuerpo mejoradas y una función de ejecución en cámara lenta, que ofrece mayor control durante el combate.
Destaca la introducción del Escudo Sierra, un arma versátil que permite bloquear, desviar y atacar con una sola entrada. Los jugadores también podrán empuñar nuevas armas como el Aplastacraneos, un arma de corta distancia que dispara fragmentos óseos a los enemigos. También estarán disponibles armas cuerpo a cuerpo como un guantelete, una maza de hierro y un mangual. 
El juego es también el primero de la franquicia que permite a los jugadores pilotar vehículos, como un dragón cibernético o un mecha gigante de 30 pisos conocido como Atlan, con los que podrán enfrentarse a hordas de enemigos en secciones específicas del juego. [cita requerida]
La narrativa da un mayor énfasis al desarrollo de la historia, con más escenas cinemáticas y desarrollo de personajes, ofreciendo una visión más profunda de los orígenes del Doom Slayer.

## Premisa
Doom: The Dark Ages presenta la historia del origen del protagonista de la serie, el Doom Slayer, que pasa de ser la última esperanza de un reino invadido por las fuerzas del infierno a convertirse en el mayor adversario de los demonios.

## Desarrollo
Tras el lanzamiento de la segunda campaña de contenido descargable (DLC) de Doom Eternal, The Ancient Gods - Parte 2, en marzo de 2021, el director creativo Hugo Martin se burló de que estaba abierto a explorar más historias con el protagonista de la serie Doom Slayer en juegos futuros, a pesar de que tenía la intención de que The Ancient Gods actuara como culminación del arco del personaje que comenzó con Doom (2016). Una posibilidad que expresó fue contar una narrativa en torno al encuentro del Asesino con los Centinelas Nocturnos en Argent D'Nur, en un entorno que estaba más arraigado en la estética de la fantasía en comparación con los juegos anteriores. En noviembre de 2021, id Software había comenzado la preproducción de un nuevo juego de acción shooter en primera persona. Durante la QuakeCon 2022, el productor ejecutivo Marty Stratton confirmó que el desarrollador había comenzado la producción de su próximo proyecto.
En septiembre de 2023, numerosos documentos presentados por la empresa matriz de ZeniMax Media, Microsoft, durante el caso judicial FTC v. Microsoft sobre su inminente adquisición de Activision-Blizzard se filtraron en línea. Se incluyó una hoja de ruta interna sobre varios títulos de Bethesda Softworks en desarrollo. Una nueva entrada de Doom titulada Doom: Year Zero fue catalogada como programada para su lanzamiento durante el año fiscal de Bethesda 2023 que terminó en marzo de 2024 en ese momento, con dos conjuntos de contenido descargable (DLC) con fecha provisional para el año fiscal 2023 y el año fiscal 2024 que termina en marzo de 2025, respectivamente.
En mayo de 2024, ZeniMax Media presentó una marca registrada que hacía referencia al código de trucos Doom (1993) "IDKFA", utilizado para desbloquear todas las armas del juego, además de darle al jugador una megaarma instantánea. Más tarde ese mes, numerosos medios informaron que el juego se titularía oficialmente "Doom: The Dark Ages", que se especuló que sería una precuela de Doom (2016), que se desarrolla en un entorno que recuerda a la Edad Media y explora un período anterior en la vida del Doom Slayer.

## Lanzamiento
En septiembre de 2020, tras el lanzamiento de Doom Eternal, Microsoft firmó un acuerdo para adquirir la empresa matriz de Bethesda, ZeniMax Media, por 7500 millones de dólares, lo que le permitió adquirir la propiedad de todos los equipos de desarrollo y franquicias asociados a Bethesda, incluidos id Software y la licencia Doom, ahora como parte de Microsoft Gaming. Doom: The Dark Ages se anunció oficialmente en el evento Xbox Games Showcase de Microsoft el 9 de junio de 2024, donde se confirmó su lanzamiento en Windows y Xbox Series X/S en 2025. Tras la presentación, se anunció una versión para PlayStation 5 como día y fecha de lanzamiento junto con las otras plataformas. Sobre la decisión de no buscar la exclusividad del título, Phil Spencer explicó que la historia de la serie "Doom" en otras plataformas la convirtió en una serie que, en su opinión, "todos merecen jugar".

## Recepción
Doom: The Dark Ages recibió críticas "generalmente favorables" por parte de la prensa especializada, según el sitio recopilador de reseñas Metacritic. De acuerdo con OpenCritic, el 96% de los críticos lo recomendaron.
Los analistas elogiaron sus mecánicas de combate innovadoras y su atmósfera envolvente. Luis Sánchez, de LevelUp, comentó que aunque "es una excelente entrega que cierra con broche de oro una trilogía que revivió a una de las sagas más importantes de la industria" también "tiene un sabor diferente a las entregas pasadas".